# Metamorpha elissa
Genre
Espèce
Metamorpha elissa est une espèce sud-américaine de lépidoptères (papillons) de la famille des Nymphalidae.
Elle est l'unique représentante du genre monotypique Metamorpha.